# Dangerous Hours
Dangerous Hours er en amerikansk stumfilm fra 1919 af Fred Niblo.

## Medvirkende
- Lloyd Hughes som John King
- Barbara Castleton som May Weston
- Claire Du Brey som Sophia Guerni
- Jack Richardson som Boris Blotchi
- Walt Whitman som Dr. King